# Рајново Брдо
Рајново Брдо је насеље у општини Маглај, Босна и Херцеговина.

## Становништво
|        | 2013.      | 1991.       | 1981.       | 1971.        |
| Укупно | 0 (0,000%) | 36 (100,0%) | 82 (100,0%) | 105 (100,0%) |
| Срби   | –          | 36 (100,0%) | 82 (100,0%) | 105 (100,0%) |